# AGO Ao 192

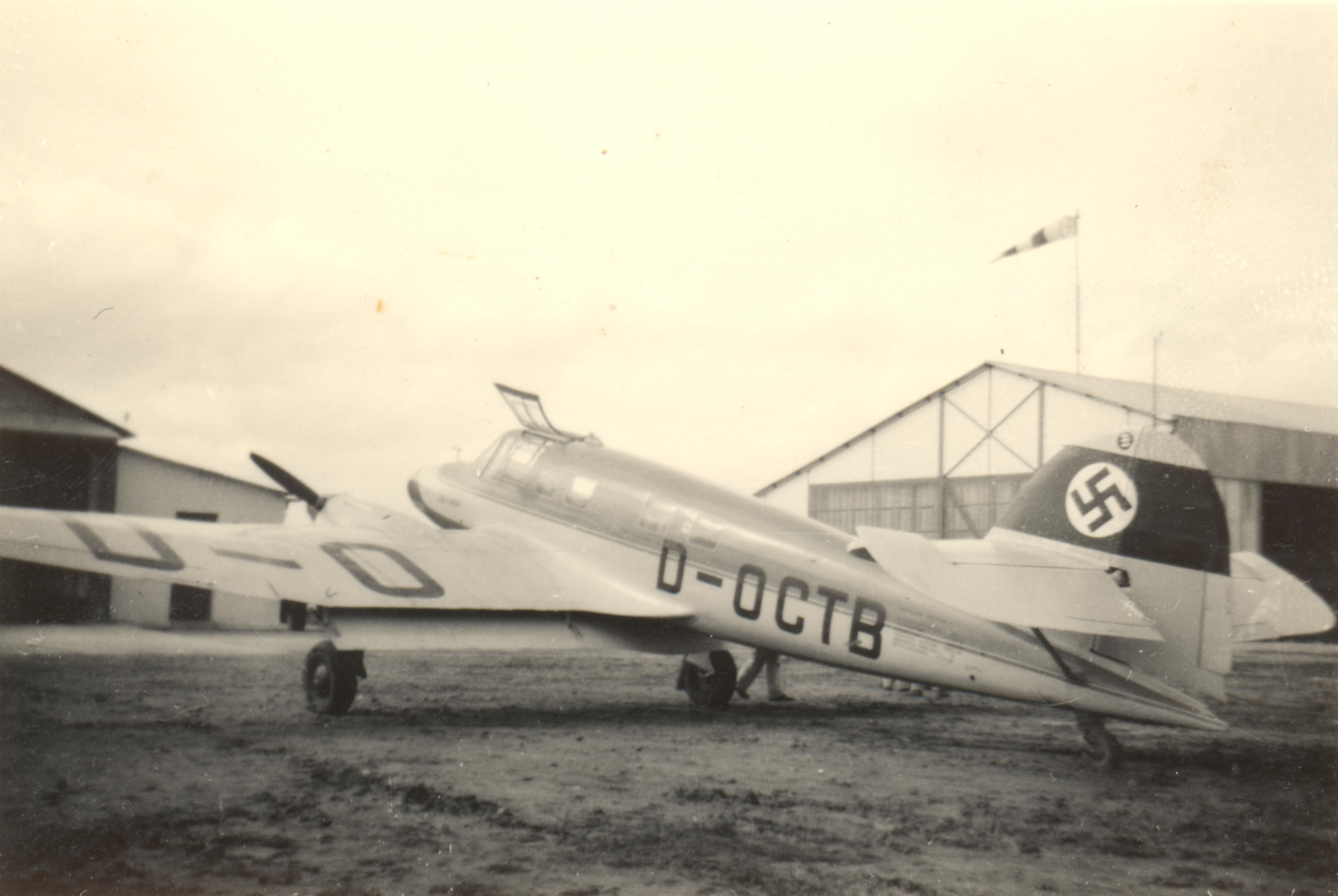
Imagem ilustrativa

O AGO Ao 192 Kurier foi um pequeno avião bimotor alemão de dois lugares, projetado e construído pela AGO Flugzeugwerke na década de 1930. Foram produzidas apenas seis unidades depois de três protótipos

## Histórico
A AGO Flugzeugwerke foi restabelecida em Oschersleben no ano de 1934, sendo seu primeiro projeto, um avião bimotor leve multiúso oferecido como opção aos concorrentes: Gotha Go 146 e Siebel Fh 104.
O AGO Ao 192, era um monoplano de asa baixa em "cantiléver" todo de metal com fuselagem monocoque para dois ocupantes lado a lado na cabine de comando, havendo assentos para cinco passageiros numa cabine separada. Ele era equipado com um motor Argus As 10 de 240 hp e um trem de pouso traseiro convencional retrátil.
O primeiro protótipo fez seu voo de estreia em meados de 1935, sendo logo seguidos por um segundo avião semelhante ao primeiro. Um terceiro protótipo com uma fuselagem maior para um passageiro extra, motores mais potentes e um trem de pouso revisado, formou a base para o transporte civil Ao 192B, com versões planejadas para executar missões como avião de: transporte leve, ambulância e de levantamento de informações. Além disso, um número de variantes militares foram propostas, incluindo para: reconhecimento e bombardeio leves.